# Matteo Levantesi
Matteo Levantesi, noto anche con il soprannome Nano (Fermo, 18 aprile 1997), è un ginnasta italiano. Ha fatto parte della prima squadra italiana a vincere l'oro nel concorso a squadre ai Campionati Europei di Adalia 2023.

## Biografia
La sua prima squadra è stata la Nardi Juventus. In seguito si è tesserato per la Virtus Pasqualetti.
Ha fatto parte della spedizione italiana ai Giochi del Mediterraneo di Orano 2022, dove ha ottenuto due medaglie d'argento, nel concorso a squadre e nelle parallele simmetriche, e una di bronzo, nel volteggio.
Ai campionati europei di Monaco di Baviera 2022 ha vinto l'argento nel concorso a squadre.
Agli europei di Adalia 2023 ha ottenuto l'oro nel concorso a squadre, con Marco Lodadio, Yumin Abbadini, Lorenzo Casali e Mario Macchiati.

## Palmarès
- Europei

Monaco di Baviera 2022: argento nel concorso a squadre;
Adalia 2023: oro nel concorso a squadre;
- Giochi del Mediterraneo

Orano 2022: argento nel concorso a squadre; argento nelle parallele simmetriche; bronzo nel volteggio;